# Невдахи (фільм 2009)
«Micmacs» (фр. Micmacs à tire-larigot) — французький комедійний фільм 2009 року режисера Жана-П'єра Жене. Фільм є сатирою на торгівлю зброєю, виконаною у характерному для Жене стилі з візуальними ефектами, гротеском і казковістю.

## Сюжет
Басіль, працівник відеопрокату, випадково отримує кулю в голову під час стрілянини. Після виходу з лікарні він втрачає дім і роботу. Блукаючи Парижем, Басіль знайомиться з групою безпритульних, що живуть на звалищі й винаходять дивовижні речі з непотребу.
Дізнавшись, що зброя, яка його поранила, належить одній компанії, а міна, яка вбила його батька — іншій, Басіль вирішує помститися обом корпораціям. Разом зі своїми новими друзями він реалізує хитрий план, щоб протиставити виробників зброї один одному.

## У ролях
- Дані Бун — Басіль
- Андре Дюссольє — Ніколя Тюрон
- Ніколя Маріє — Франсіс Коль
- Домінік Піньйон — Франц
- Жан-П'єр Мар’єль — Папа Мустанг
- Юлі Берту — Калькюлетка
- Омід Даджані — Ремінгтон

## Виробництво
Фільм знято студіями Epithète Films та Tapioca Films. Зйомки проходили у Парижі. Жене знову використав стиль, відомий за фільмами Амелі та Делікатеси — теплі кольори, ретрофутуризм, нетипові персонажі та наратив із соціальним підтекстом.

## Тематика
Фільм порушує теми торгівлі зброєю, соціальної нерівності, бездомності. Це антимілітаристська сатира, виконана у стилі slapstick-комедії з елементами стімпанку та гротеску.

## Прем’єра та критика
Світова прем'єра відбулася на Кінофестивалі в Торонто 15 вересня 2009 року. Фільм отримав переважно позитивні відгуки критиків, які відзначали його візуальну креативність та оригінальність сюжету.

## Нагороди
- Премія «Сезар» — номінація за найкращу художню роботу (2010)
- Приз глядацьких симпатій — МКФ в Остіні

## Цікаві факти
- Назва фільму — гра слів, що приблизно означає «інтриги без зупину».
- Стиль натхненний роботами Чарлі Чапліна та Бастера Кітона.
- Режисер планував роль Басіля для Жамеля Деббуза, але згодом її виконав Дані Бун.